# Massacro di Sivas
Il massacro di Sivas (in turco Sivas Katliamı) è stato un massacro di Aleviti avvenuto il 2 luglio del 1993 nella provincia di Sivas, durante la festa di Pir Sultan Abdal.

## Il massacro
Il 2 luglio del 1993, cantanti, scrittori e filosofi Aleviti si riunirono per celebrare la festa di Pir Sultan Abdal, importante figura storico-culturale nell'ambito musicale e Alevita. La festa venne celebrata nell'hotel Madımak; poco dopo una folla di 20.000 persone si riunì e circondò l'edificio, dandolo alle fiamme e bersagliandolo con pietre, mentre venivano intonati slogan anti-Alevita.
Il massacro durò diverse ore durante cui i pompieri, la polizia e la gendarmeria non fecero nulla per aiutare o per fermare il massacro. Al contrario alcuni filmati mostrano come le richieste d'aiuto venissero respinte. Alla fine della strage si contarono 37 morti, tutti aleviti.

## Le vittime
- Muhlis Akarsu - 45 anni, musicista, cantautore.[5]
- Muhibe Akarsu - 45 anni, moglie di Muhlis Akarsu, musicista.
- Gülender Akça - 25 anni.
- Metin Altıok - 53 anni, poeta, scrittore, filosofo.[5]
- Mehmet Atay - 25 anni, giornalista, fotografo.
- Sehergül Ateş - 30 anni.
- Behçet Sefa Aysan - 44 anni, poeta.[5]
- Erdal Ayrancı - 35 anni.
- Asım Bezirci - 66 anni, ricercatore, scrittore.
- Emin Buğdaycı - 18 anni, poeta.
- Belkıs Çakır - 18 anni.
- Serpil Canik - 19 anni.
- Muammer Çiçek - 26 anni, attore.
- Nesimi Çimen - 62 anni, poeta, musicista.[5]
- Carina Cuanna Thuijs - 23 anni, giornalista olandese.
- Cengizhan Demir - 28 anni.
- Serkan Doğan - 19 anni.
- Hasret Gültekin - 22 anni, poeta, musicista.[5]
- Murat Gündüz - 22 anni.
- Gülsüm Karababa - 22 anni.
- Koray Kaya - 12 anni.
- Menekşe Kaya - 15 anni.
- Uğur Kaynar - 37 anni, poeta.
- Asaf Koçak - 35 anni, caricaturista.[6]
- Handan Metin - 20 anni.
- Sait Metin - 23 anni.
- Huriye Özkan - 22 anni.
- Yeşim Özkan - 20 anni.
- Ahmet Özyurt - 21 anni.
- Nurcan Şahin - 18 anni.
- Özlem Şahin - 17 anni.
- Asuman Sivri - 16 anni.
- Yasemin Sivri - 19 anni.
- Edibe Sulari - 40 anni, cantautore, musicista virtuosa del tembur.[5]
- İnci Türk - 22 anni.

I dipendenti dell'albergo:
- Ahmet Öztürk - 21 anni.
- Kenan Yılmaz - 21 anni.

## Il massacro oggi

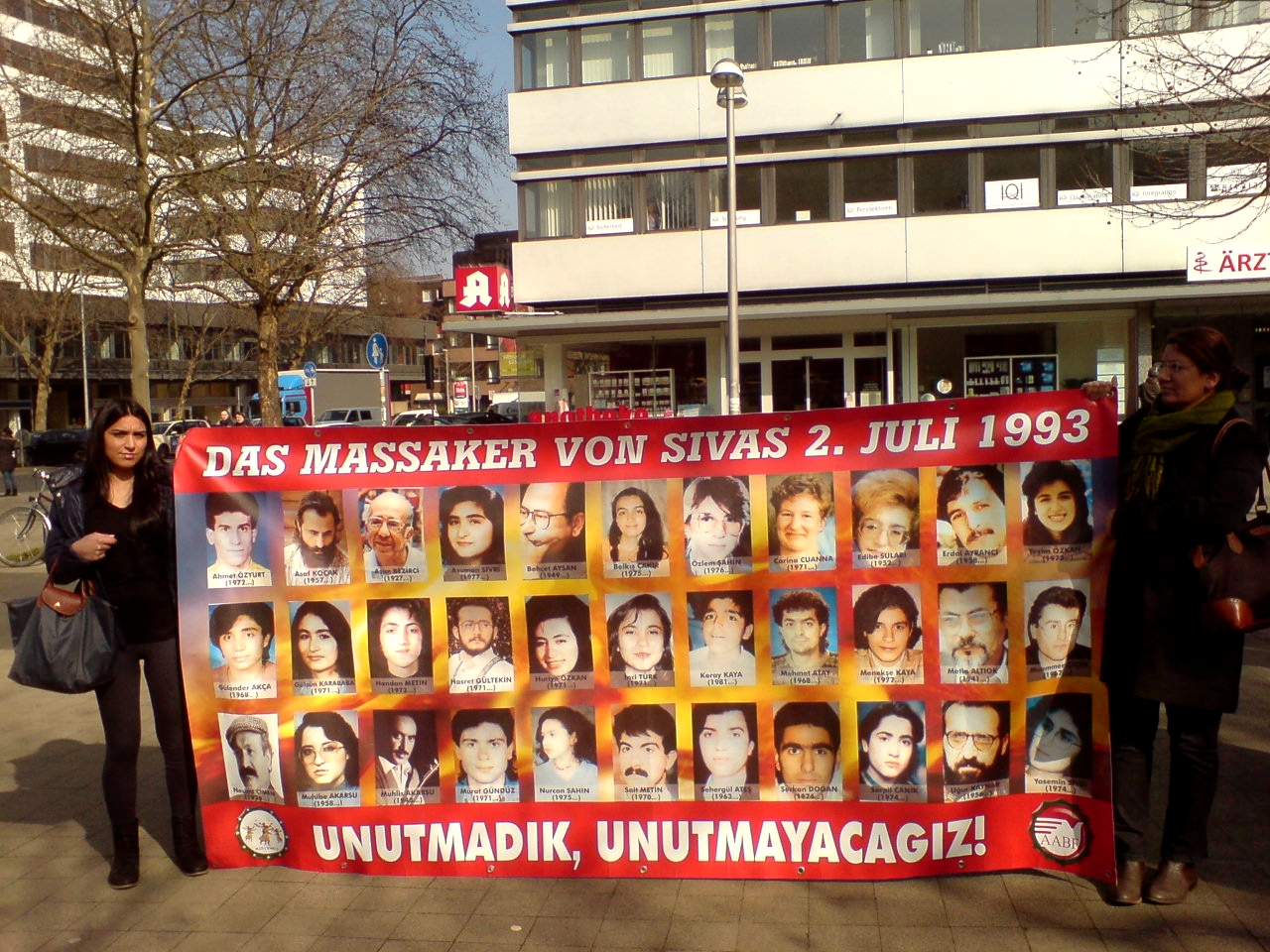
Commemorazione ad Hannover (2012)

La polizia arrestò 31 presunti responsabili e li condannò a morte, ma poi la pena di morte fu trasformata in carcere a vita. Oggi si pensa di trasformare l'hotel in un museo, in ricordo dei morti. Ogni anno si organizzano giornate in memoria della strage.